# پل فلزی چالکرود
پل فلزی چالکرود مربوط به دوره پهلوی اول است و در شهرستان تنکابن، بخش مرکزی، دهستان گلیجان، روستای چالکرود واقع شده و این اثر در تاریخ ۲۶ اسفند ۱۳۸۶ با شمارهٔ ثبت ۲۱۹۹۲ به‌عنوان یکی از آثار ملی ایران به ثبت رسیده است.